# Ebun Oyagbola
Adenike Ebunoluwa Oyagbola, née Akinola le 5 mai 1931 et morte le 28 février 2025, est une femme politique et une diplomate nigériane, surtout connue pour être la première femme ministre au Nigeria en 1979.

## Biographie
Ebun Oyagbola est née le 5 mai 1931 à Igan Alade, une ville de la zone de gouvernement local de Yewa Nord dans l'État d'Ogun, au sud-ouest du Nigeria. Elle y effectue ses études primaires. Elle suit ensuite une formation d'enseignante dans un collège de formation à Ilaro (en). Puis elle enseigne à Yewa, puis à Mushin, avant de devenir directrice d'une école primaire à Mushin. En 1960, elle part à l'étranger, en Grande-Bretagne pour suivre une formation complémentaire.
De retour au Nigeria, elle entre dans la fonction publique fédérale en 1963, puis après une dizaine d'années, exerce dans le secteur privé, . En décembre 1979, elle devient la première femme ministre du Nigeria après avoir été nommée au portefeuille de la Planification nationale sous l'administration dirigée par Shehu Shagari, un gouvernement civil après une période de régime militaire. Elle est la première femme ayant rang de ministre au sein d'un gouvernement fédéral du Nigeria,. Elle occupe ce poste jusqu'en octobre 1983. Quelques mois plus tard, en décembre 1983, un nouveau coup d'État militaire met fin à cette « Deuxième République nigériane ». Elle devient ensuite  ambassadrice du Nigeria, notamment en Amérique latine : au Mexique, au Panama, au Guatemala, ou encore au Costa Rica,. 
Elle meurt le 28 février 2025, à 93 ans